# Математичний скоропис
Математичний скоропис — спеціальні позначення для скороченого запису формулювання математичних теорем.
Найуживаніші:
- {\displaystyle \forall } — для будь-якого
- {\displaystyle \exists } — існує
- {\displaystyle \nexists } — не існує
- {\displaystyle \in } — належить
- {\displaystyle \notin } — не належить

Наприклад, фраза з означення границі числової послідовності
{\displaystyle \forall \varepsilon \geq 0\quad \exists N=N(\varepsilon )\in \mathbb {N} \quad \forall n\geq N:\;\|a_{n}-a\|<\varepsilon }
читається «для будь-якого додатнього ε у множині цілих чисел {\displaystyle \mathbb {N} } існує таке залежне від ε N, що для будь-якого n, не меншого від N, абсолютна величина різниці між {\displaystyle a_{n}} і {\displaystyle a} менша від ε».
Перевага математичного скоропису в тому, що він робить формулювання теорем компактиктним і осяжним, значно зменшуючи об'єм математичних манускриптів. Недолік в тому, що для людини яка не втаємничена, математика стає езотеричною наукою.